# Lepanthes cyclochila
Lepanthes cyclochila är en orkidéart som beskrevs av Carlyle August Luer, Rodrigo Escobar, Viveros och Wesley Ervin Higgins. Lepanthes cyclochila ingår i släktet Lepanthes och familjen orkidéer. Inga underarter finns listade i Catalogue of Life.